# Seznam toků povodí Šešuvisu 5. řádu
Toto je dílčí Seznam toků povodí Šešuvisu (přítok Jūry, která spadá do povodí Němenu) na úrovni 5. řádu přítoků Němenu v Litvě. Seznam ostatních toků sledujte v článku Seznam toků povodí Šešuvisu, seznam dalších toků v nadřazeném povodí Jūry sledujte v článku Seznam toků povodí Jūry, seznam dalších toků v nadřazeném povodí Němenu sledujte v článku Seznam toků povodí Němenu.  

## Nadřazené vodstvo, řeka
(v závorce řád)
- Atlantský oceán (-2)
- Baltské moře (-1)
- Kurský záliv (-1)
- Němen (0)
- Jūra (1)

## Nadřazená řeka
- Šešuvis (2 řád). Hydrologické pořadí: 16010730

(Přítoky Němenu 4. řádu v povodí Šešuvisu sledujte v článku Seznam toků povodí Šešuvisu 4. řádu)

## Přítoky Němenu 5. řádu
Tabulky přítoků Němenu 5. řádu v povodí Šešuvisu:

### Méně rozvětvené přítoky
| Hydrologické pořadí | Levý /Pravý | Řeka      | Délka (km) | Povodí (km²) | Vzdálenost od ústí | Ústí do    | Ústí kde | Koordináty ústí |
| ------------------- | ----------- | --------- | ---------- | ------------ | ------------------ | ---------- | -------- | --------------- |
| 16010741            | Pravý       | Alksna    |            |              | 2,2                | Žalpikė    |          |                 |
| 16010749            | Pravý       | Varapolis |            |              | 2,0                | Varnė      |          |                 |
| 16010751            | Pravý       | Varnaitis |            |              | 1,4                | Varnė      |          |                 |
| 16010758            | Pravý       | K-2       |            |              | 4,0                | Kerupys    |          |                 |
| 16010759            | Levý        | Ringė     |            |              | 1,5                | Kerupys    |          |                 |
| 16010767            | Levý        | Vilpisis  |            |              | 1,5                | Švendra    |          |                 |
| 16010773            | Levý        | Plaukupis |            |              | 0,2                | Kerūlė     |          |                 |
| 16010775            | Levý        | Kūdlankis |            |              | 12,8               | Alėja      |          |                 |
| 16010776            | Levý        | Blindis   |            |              | 9,8                | Alėja      |          |                 |
| 16010781            | Levý        | Gatupis   |            |              | 2,0                | Palėja     |          |                 |
| 16010782            | Levý        | Šienupis  |            |              | 0,7                | Palėja     |          |                 |
| 16010788            | Levý        | Blendynė  |            |              | 0,5                | Klūpys     |          |                 |
| 16010791            | Levý        | Gilvitinė |            |              | 16,7               | Upynikė    |          |                 |
| 16010792            | Pravý       | Molė      |            |              | 8,4                | Upynikė    |          |                 |
| 16010803            | Levý        | Mergė     |            |              | 7,7                | Plūsčia    |          |                 |
| 16010806            | Levý        | P-1       |            |              | 3,8                | Plūsčia    |          |                 |
| 16010807            | Pravý       | P-2       |            |              | 2,8                | Plūsčia    |          |                 |
| 16010811            | Pravý       | Raubeda   |            |              | 5,9                | Skliaustis |          |                 |
| 16010812            | Levý        | Laukė     |            |              | 5,1                | Skliaustis |          |                 |
| 16010813            | Levý        | Bižas     |            |              | 3,3                | Skliaustis |          |                 |
| 16010814            | Pravý       | Juodupis  |            |              | 2,8                | Skliaustis |          |                 |
| 16010819            | Pravý       | Lyžena    |            |              | 3,9                | Pela       |          |                 |
| 16010822            | Levý        | Baudys    |            |              | 3,9                | Suvirkštė  |          |                 |
| 16010836            | Levý        | Gintaras  |            |              | 1,8                | Prabauda   |          |                 |
| 16010838            | Levý        | Sraigė    |            |              | 4,3                | Apusinas   |          |                 |
| 16010845            | Levý        | Serbenta  |            |              | 3,6                | Kalnupis   |          |                 |
| 16010882            | Pravý       | V-2       |            |              | 4,0                | Viščiova   |          |                 |
| 16010886            | Levý        | E-1       |            |              | 4,0                | Eržvilkai  |          |                 |
| 16010893            | Pravý       | Dauba     |            |              | 1,6                | Labaukštas |          |                 |
| 16010904            | Pravý       | Minsnoras |            |              | 0,5                | Duobaitė   |          |                 |
| 16010908            | Pravý       | Žagvietis |            |              | 15,9               | Agluona    |          |                 |
| 16010909            | Pravý       | Grumbė    |            |              | 12,0               | Agluona    |          |                 |
| 16010911            | Pravý       | Raudupis  |            |              | 8,4                | Agluona    |          |                 |
| 16010912            | Levý        | Bijotas   |            |              | 5,7                | Agluona    |          |                 |
| 16010913            | Levý        | Molupis   |            |              | 2,3                | Agluona    |          |                 |
| 16010935            | Levý        | Trumpikė  |            |              | 1,2                | Trumpė     |          |                 |

### Přímé přítoky Šlyny
Přímé přítoky Šlyny jsou přítoky Němenu 5. řádu.
- Nadřazené vodstvo, řeka:

(v závorce řád)
- - Atlantský oceán (-2)
  - Baltské moře (-1)
  - Kurský záliv (-1)
  - Němen (0)
  - Jūra (1)
  - Šešuvis (2)
  - Šaltuona (3)
  - Šlyna (4)

| Hydrologické pořadí | Levý /Pravý | Řeka      | Délka (km) | Povodí (km²) | Vzdálenost od ústí | Ústí kde | Koordináty ústí |
| ------------------- | ----------- | --------- | ---------- | ------------ | ------------------ | -------- | --------------- |
| 16010847            | Pravý       | Šlynaitė  |            |              | 25,0               |          |                 |
| 16010848            | Pravý       | Gėrupis   |            |              | 21,3               |          |                 |
| 16010849            | Levý        | Šaka      |            |              | 19,2               |          |                 |
| 16010852            | Pravý       | Kiaunupis |            |              | 12,8               |          |                 |
| 16010854            | Levý        | Reizgupis |            |              | 9,1                |          |                 |
| 16010856            | Pravý       | Ūsupis    |            |              | 4,8                |          |                 |
| 16010857            | Levý        | Toleišė   |            |              | 2,4                |          |                 |
| 16010851            | Levý        | Vilkupis  |            |              | 0,3                |          |                 |

### Přímé přítoky Bebirvy
Přímé přítoky Bebirvy jsou přítoky Němenu 5. řádu.
- Nadřazené vodstvo, řeka:

(v závorce řád)
- - Atlantský oceán (-2)
  - Baltské moře (-1)
  - Kurský záliv (-1)
  - Němen (0)
  - Jūra (1)
  - Šešuvis (2)
  - Šaltuona (3)
  - Bebirva (4)

- Levé:

| Hydrologické pořadí | Řeka       | Délka (km) | Povodí (km²) | Vzdálenost od ústí | Ústí kde | Koordináty ústí |
| ------------------- | ---------- | ---------- | ------------ | ------------------ | -------- | --------------- |
| 16010866            | Tošė       |            |              | 17,9               |          |                 |
| 16010867            | Tolupis    |            |              | 12,9               |          |                 |
| 16010871            | Gakštikas  |            |              | 12,7               |          |                 |
| 16010874            | Bebirvytis |            |              | 6,8                |          |                 |
| 16010878            | Logupis    |            |              | 5,2                |          |                 |
| 16010879            | Driūbinas  |            |              | 0,2                |          |                 |

- Pravé:

| Hydrologické pořadí | Řeka      | Délka (km) | Povodí (km²) | Vzdálenost od ústí | Ústí kde | Koordináty ústí |
| ------------------- | --------- | ---------- | ------------ | ------------------ | -------- | --------------- |
| 16010862            | Lendrė    |            |              | 26,9               |          |                 |
| 16010863            | Rudupis   |            |              | 26,1               |          |                 |
| 16010864            | Krioklė   |            |              | 24,1               |          |                 |
| 16010865            | Rokklonis |            |              | 22,0               |          |                 |
| 16010872            | Leiškonė  |            |              | 11,7               |          |                 |
| 16010877            | Kartupis  |            |              | 6,3                |          |                 |